# Adelajda (opatka)
Adelajda (ur. listopad/grudzień 977; zm. 1044 lub 1045) – księżniczka z dynastii Ludolfingów, ksieni klasztoru żeńskiego w Quedlinburgu.
Adelajda była córką cesarza Ottona II i Teofano. Po śmierci Matyldy, córki Ottona I, swojej ciotki i wychowawczyni, ksieni w Kwedlinburgu, zmarłej 7 lutego 999 r., została wybrana jej następczynią. Była także opatką w Gernrode i Frost od 1014 r. W tym samym czasie objęła także godność opatki w Vreden, a od 1039 r. – w Gandersheim. Jej wyborowi na opatkę w Gandersheim sprzeciwił się cesarz Konrad II. Urząd mogła objąć dopiero po jego śmierci.

## Literatura
- Allgemeine Deutsche Biographie, tom I, str. 68.